# Alf Pilnäs
Alf Lennart Börje Pilnäs, född 16 december 1948 i Sandvikens församling i Gävleborgs län, är en svensk musiker och musikproducent.
Alf Pilnäs växte upp i Göteborg där han på 1970-talet var medlem av dansbandet Peter Pan. Han har varit producent för skivor av band som Thorleifs, Max, Kennys, Bert Bennys, Tonix, Four Seven, Carols, Hobsons, Canders och Hux Flux. Som tekniker har han arbetat med produktioner av band som Streaplers, Thor-Erics, Flamingokvintetten, Curt Haagers och Chiquita Brass. Vidare har han producerat TV-program som Popin, Säpop och Trackslistan samt medverkat i olika produktioner från Sveriges Television i Växjö.
Alf Pilnäs var 1977–1983 gift med Ane-Marie Nielsen (född 1953) och sedan 1989 är han gift med Kristin Bakken Pilnäs (född 1952), vars dotter Jessica Pilnäs antog styvfaderns namn.
Alf Pilnäs var anställd på Sveriges Television 1983 - 2007. som bl.a. producent/ bildproducent.
Alf gifte sig 1986 med Kristin Pilnäs då dottern Lone Pilnäs också föddes.